# Хмелевая (Ливенский район)
Хмелевая — деревня в Ливенском районе Орловской области России.
Входит в состав Козьминского сельского поселения.

## География
Расположена вдоль ручья Хмелевой юго-восточнее посёлка Тихий Уголок, с которым связана автомобильной дорогой, выходящей на автомагистраль Р-119.

## Население
| 2010 |
| ---- |
| 59   |